# Sybra separanda
Sybra separanda là một loài bọ cánh cứng trong họ Cerambycidae.